# Саравакский сурили
Саравакский сурили (лат. Presbytis chrysomelas) — вид приматов из семейства мартышковых.
Это тонкотелые приматы с длинными задними ногами и длинным хвостом. Существует два подвида, отличающихся окраской меха: P. с. chrysomelas имеет черноватый мех и P. с. cruciger красный мех с чёрно-белым рисунком на лице.
Вид распространён в Брунее, Индонезии (Калимантан) и Малайзии (Саравак). Этот вид встречается в болотных и равнинных лесах, а также мангровых зарослях.
Размер группы 3—7 особей. Мало что известно об образе жизни. Как и другие виды рода, животные ведут дневной и древесный образ жизни. Они живут в небольших группах, состоящих из одного самца, нескольких самок и потомства. Их рацион состоит из молодых листьев, плодов и других частей растений.
Преобразование среды является основной угрозой для этого вида. Вид занесён в Приложение II СИТЕС. Большинство популяций, которые ещё остались, находятся в национальных парках.